# Anton Refregier

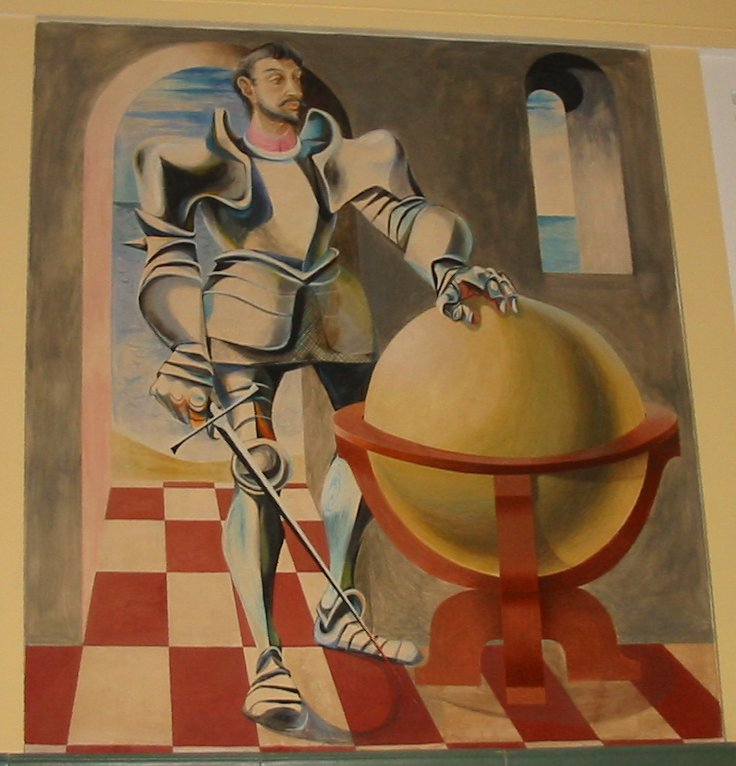
Sir Francis Drake (1941-48), Rincon Center, San Francisco

Anton Refregier (Moskou, 20 maart 1905 - aldaar, 10 oktober 1979) was een in Rusland geboren kunstschilder die in 1920 emigreerde naar de Verenigde Staten. Hij woonde onder andere in New York, maar overleed uiteindelijk weer in Moskou, waar hij werkte aan een muurschildering voor een ziekenhuis.

## Biografie
Refregier kreeg zijn kunstopleiding tussen 1921 en 1925 aan de Rhode Island School of Design in Providence. Hij studeerde eerder, in 1920, bij de beeldhouwer Vassilief in Parijs en later, in 1927, bij Hans Hofmann in München.
Naast muurschilderingen maakte hij ook schilderijen op doek, drukwerk, beeldhouwwerk en decors.
Refregier leefde in de rijke V.S. maar zag de nadelen van het kapitalistische systeem. Een citaat van Refregier: "the profit system is not capable of providing the fullest cultural development of the people" ("het op winst gebaseerde systeem is niet in staat de culturele ontwikkeling ten volle tot bloei te laten komen").

## Rincon Center
Refregier schilderde onder andere de 27 muurschilderingen in het Rincon Center in San Francisco, die de geschiedenis van Californië uitbeelden. Hij kreeg daarvoor opdracht in 1941. Destijds was dit een postkantoor. 
Refregier voelde zich niet genoodzaakt om uit te beelden hoe met hard werken de recessie van die periode in de V.S. kon worden gestopt, maar toonde het verleden met alle smetten. Veel afbeeldingen tonen de traditionele beelden van de verovering van Californië door de Europeanen, maar andere afbeeldingen laten controversiële onderwerpen zien, zoals de anti-Chinese Sand Lot rellen, het proces tegen vaksbondleider Thomas Mooney, en de havenstaking van 1934 in San Francisco tegen de lage lonen en slechte werkomstandigheden. 
Nadat de muurschilderingen in 1948 voltooid waren, wilde een conservatieve republikeinse senator, Hubert Scudder, de schilderingen afdekken. Ook Richard Nixon werd daarbij betrokken. Hij vond de schilderingen niet in overeenstemming met de Amerikaanse idealen, en vond dat ze moesten worden verwijderd. De schilderingen werden in bescherming genomen door andere kunstenaars, museumdirecteuren en burgers. Begin 21e eeuw zijn de werken gerestaureerd.

## Ander werk
Ook in Plainfield, New Jersey maakte hij muurschilderingen in een postkantoor. Werk van Refregier is ook te zien in het San Francisco Museum of Modern Art.
Hij schilderde in sociaal realistische stijl.